# Stavsjön, Härjedalen
Stavsjön är en sjö i Härjedalens kommun i Härjedalen och ingår i Ljusnans huvudavrinningsområde. Sjön är 35 meter djup, har en yta på 1,43 kvadratkilometer och befinner sig 401 meter över havet. Stavsjön ligger i Ljusnan (Hede-Svegsjön) Natura 2000-område. Sjön avvattnas av vattendraget Ljusnan.

## Delavrinningsområde
Stavsjön ingår i det delavrinningsområde (691580-139558) som SMHI kallar för Utloppet av Stavsjön. Medelhöjden är 539 meter över havet och ytan är 13,22 kvadratkilometer. Räknas de 363 avrinningsområdena uppströms in blir den ackumulerade arean 3 294,84 kvadratkilometer. Avrinningsområdets utflöde Ljusnan mynnar i havet. Avrinningsområdet består mestadels av skog (79 procent). Avrinningsområdet har 1,42 kvadratkilometer vattenytor vilket ger det en sjöprocent på 10,7 procent.